# Mikael Nilsson (fotbollsspelare född 1967)
Per Mikael Christian Nilsson, född 16 juni 1967, är en svensk tidigare fotbollsspelare som spelade främst för Tyresö FF och Djurgårdens IF.

## Klubbkarriär
Mikael Nilsson anslöt inför säsongen 1991 från moderklubben Tyresö FF. Efter säsongen 1995 lämnade han för Värtans IK i division 3. Efter två säsonger i Värtan varvade han 1998 ner i Tyresöklubben BK Saturnus i division 5.

## Statistik[3]
| Klubb          | Säsong         | Liga             | Liga    | Liga | Europaspel | Europaspel | Totalt  | Totalt |
| Klubb          | Säsong         | Division         | Matcher | Mål  | Matcher    | Mål        | Matcher | Mål    |
| -------------- | -------------- | ---------------- | ------- | ---- | ---------- | ---------- | ------- | ------ |
| Djurgårdens IF | 1991           | Allsvenskan      | 18      | 0    | ?          | 1          | 18      | 1      |
| Djurgårdens IF | 1992           | Allsvenskan      | 16      | 1    | —          | —          | 16      | 1      |
| Djurgårdens IF | 1993           | Division 1 Norra | 24      | 1    | —          | —          | 24      | 1      |
| Djurgårdens IF | 1994           | Division 1 Norra | 22      | 0    | —          | —          | 22      | 0      |
| Djurgårdens IF | 1995           | Allsvenskan      | 18      | 0    | —          | —          | 18      | 0      |
| Hela karriären | Hela karriären | Hela karriären   | 98      | 2    | ?          | 1          | 98      | 3      |